# Élections législatives vincentaises de 2005
Les élections législatives vincentaises de 2005 se sont déroulées de manière anticipée le 7 décembre 2005 à Saint-Vincent-et-les-Grenadines. Le Parti travailliste uni (gauche) conserve sa majorité absolue avec douze sièges sur les quinze choisit au suffrage direct à la Chambre d'assemblée vincentaise. Ralph Gonsalves demeure Premier ministre.

## Contexte
Ces élections ont lieu avant l'échéance prévue à la suite de la dissolution prématurée de l'assemblée, dont le mandat de cinq ans devait s'achever l'année suivante.

## Système politique et électoral
Saint-Vincent-et-les-Grenadines est un royaume du Commonwealth, un État indépendant dans les Caraïbes ayant conservé la reine Élisabeth II comme chef symbolique et cérémoniel de l'État. Cette dernière est représentée par un gouverneur général choisi par le gouvernement vincentais. C'est une monarchie parlementaire et une démocratie multipartite. 
Son parlement monocaméral, l'assemblée, est composé de 21 à 23 membres élus pour cinq ans, dont 15 représentants au scrutin uninominal majoritaire à un tour dans autant de circonscriptions. Six autres membres, dits sénateurs, sont nommés par le gouverneur général, dont quatre sur proposition de la majorité au pouvoir et les deux autres sur celle de l'opposition. De même, Le président de l'assemblée et le procureur général sont membres de droit s'ils ne sont pas déjà issus des rangs de l'assemblée. Le Premier ministre et ses ministres sont issus de la Chambre d'assemblée, qui contrôle l'exécutif.
Le vote n'est pas obligatoire.

## Calendrier
| Dates            | Étapes                                    |
| ---------------- | ----------------------------------------- |
| 7 novembre 2005  | Dissolution de la septième assemblée      |
| 21 novembre 2005 | Dépôt des candidatures                    |
| 7 décembre 2005  | Jour du scrutin                           |
| 29 décembre 2005 | Première réunion de la huitième assemblée |

## Résultats
|                           |                                  |        |       |      |        |               |  |  |  |
| Parti                     | Parti                            | Voix   | %     | +/-  | Sièges | +/-           |  |  |  |
|                           | Parti travailliste uni (PTU)     | 32 006 | 55,40 | 1,09 | 12     | en stagnation |  |  |  |
|                           | Nouveau Parti démocratique (NPD) | 25 734 | 44,54 | 3,63 | 3      | en stagnation |  |  |  |
|                           | Parti vert (PV)                  | 37     | 0,06  | Nv   | 0      | en stagnation |  |  |  |
|                           |                                  |        |       |      |        |               |  |  |  |
| Votes valides             | Votes valides                    | 57 777 | 99,55 |      |        |               |  |  |  |
| Votes blancs et invalides | Votes blancs et invalides        | 262    | 0,45  |      |        |               |  |  |  |
| Total                     | Total                            | 58 039 | 100   | –    | 15     | en stagnation |  |  |  |
| Abstentions               | Abstentions                      | 32 994 | 36,24 |      |        |               |  |  |  |
| Inscrits / participation  | Inscrits / participation         | 91 033 | 63,76 |      |        |               |  |  |  |

| Majorité absolue |     |  |
| ↓                |     |  |
| 12               | 3   |  |
| PTU              | NPD |  |

## Représentants élus
| Circonscription        | Représentant sortant              | Parti | Parti | Représentant élu                  | Parti | Parti |
| ---------------------- | --------------------------------- | ----- | ----- | --------------------------------- | ----- | ----- |
| North Windward         | Montgomery Daniel                 |       | PTU   | Montgomery Daniel                 |       | PTU   |
| North Central Windward | Ralph Gonsalves                   |       | PTU   | Ralph Gonsalves                   |       | PTU   |
| South Central Windward | Selmon Walters                    |       | PTU   | Selmon Walters                    |       | PTU   |
| South Windward         | Vincent Ian Beache                |       | PTU   | Glen Beache                       |       | PTU   |
| Marriaqua              | Girlyn Miguel                     |       | PTU   | Girlyn Miguel                     |       | PTU   |
| East St. George        | Clifton Clayton Fitzroy Burgin    |       | PTU   | Clifton Clayton Fitzroy Burgin    |       | PTU   |
| West St. George        | Michael Rayfield Cornelius Browne |       | PTU   | Michael Rayfield Cornelius Browne |       | PTU   |
| East Kingstown         | Arnhim Eustace                    |       | NPD   | Arnhim Eustace                    |       | NPD   |
| Central Kingstown      | Conrad Sayers                     |       | PTU   | Conrad Sayers                     |       | PTU   |
| West Kingstown         | Rene Baptiste                     |       | PTU   | Rene Baptiste                     |       | PTU   |
| South Leeward          | Douglas Slater                    |       | PTU   | Douglas Slater                    |       | PTU   |
| Central Leeward        | Louis Straker                     |       | PTU   | Louis Straker                     |       | PTU   |
| North Leeward          | Jerrol Thompson                   |       | PTU   | Jerrol Thompson                   |       | PTU   |
| Northern Grenadines    | Godwin Friday                     |       | NPD   | Godwin Friday                     |       | NPD   |
| Southern Grenadines    | Terrance Ollivierre               |       | NPD   | Terrance Ollivierre               |       | NPD   |